# Жутовское сельское поселение
Жутовское сельское поселение — сельское поселение в Октябрьском районе Волгоградской области. Административный центр сельского поселения - село Жутово 2-е.

## Население
| 2010 | 2012 | 2013 | 2014 | 2015 | 2016 | 2017 |
| ---- | ---- | ---- | ---- | ---- | ---- | ---- |
| 973  | ↘966 | →966 | ↗976 | ↘955 | ↘927 | ↘922 |
| 2018 | 2019 | 2020 | 2021 |      |      |      |
| ↘908 | ↘899 | ↘879 | ↘853 |      |      |      |

## Состав сельского поселения
| № | Населённый пункт | Тип населённого пункта | Население |
| - | ---------------- | ---------------------- | --------- |
| 1 | Жутово 2-е       | село                   | 754       |
| 2 | Самохино         | село                   | ↘219      |